# Anisia nigella
Anisia nigella är en tvåvingeart som beskrevs av Wulp 1890. Anisia nigella ingår i släktet Anisia och familjen parasitflugor. Inga underarter finns listade i Catalogue of Life.